# Tamatia à gorge fauve
Malacoptila fulvogularis
Espèce
Statut de conservation UICN

 LC  : Préoccupation mineure
Le Tamatia à gorge fauve (Malacoptila fulvogularis) est une espèce d'oiseaux de la famille des bucconidés (ou Bucconidae).
Son aire s'étend sur la partie nord des Andes.